# Coupe de France de nage en eau libre
La Coupe de France de nage en eau libre est un circuit composé d'étapes organisées entre février et septembre sous le contrôle de la Fédération française de natation (FFN) et inscrites au calendrier national. Les dates de ces étapes sont protégées.

## Format
À chaque étape, plusieurs courses (minimum 1 000 m) pourront donner lieu à attribution de points. Un nageur ne pourra participer et marquer des points que sur une seule et unique course par étape. L’attribution des points est effectuée en fonction du nombre d’étapes réalisées par chaque nageur et de la distance des différentes courses auxquelles il a participé.
En 2007, 29 étapes sont inscrites au calendrier de la Fédération française de natation.
Le classement final prend en compte un nombre maximum de résultats égal au nombre d'étapes + 1 divisé par 2 (soit 15 résultats pour 2007 par exemple).

## Palmarès
| Année | Hommes               | Hommes                          | Femmes             | Femmes                              |
| Année | Nageur               | Club                            | Nageuse            | Club                                |
| ----- | -------------------- | ------------------------------- | ------------------ | ----------------------------------- |
| 2005  | David Genet          | ASPTT Toulouse                  | Cindy Gagnadoux    | USM Montargis                       |
| 2006  | Dereck Dulong        | EN Caen                         | Coralie Plouviez   | ASPTT Toulouse                      |
| 2007  | Joanes Hedel         | Dunkerque Natation              | Coralie Plouviez   | ASPTT Toulouse                      |
| 2008  | Vincent Péroni       | ASPTT Toulouse                  | Coralie Plouviez   | ASPTT Toulouse                      |
| 2009  | Thibault Le Dallour  | Saint-Raphaël Natation          | Coralie Plouviez   | ASPTT Toulouse                      |
| 2010  | Axel Reymond         | AS Le Plessis-Savigny-le-Temple | Johanne Laizeau    | USM Montargis                       |
| 2011  | Thibault Le Dallour  | ASPTT Grand Toulouse            | Johanne Laizeau    | USM Montargis                       |
| 2012  | Axel Reymond         | AS Le Plessis-Savigny-le-Temple | Johanne Laizeau    | USM Montargis                       |
| 2013  | Edouard Lehoux       | ASPTT Grand Toulouse            | Caroline Jouisse   | Aquatic Club Bourges                |
| 2014  | Haythem Abdelkhalek  | Vikings de Rouen                | Célia Barrot       | ASPTT Limoges                       |
| 2015  | Axel Reymond         | CN Fontainebleau-Avon           | Charlyne Secrestat | CN Fontainebleau-Avon               |
| 2016  | Axel Reymond         | CSM Clamart                     | Emilie Anne        | CSM Clamart                         |
| 2017  | Alexis Guy           | Aquatic Club Bourges            | Morgane Garcia     | AAS Sarcelles Natation 95           |
| 2018  | Julien Zinsmeister   | CS Meaux                        | Margaux Bouteloup  | SO Millau                           |
| 2019  | Alexandre Verplaetse | Alliance Dijon Natation         | Agathe Henry       | Alliance Dijon Natation             |
| 2020  | Valentin Duteil      | Entente Natation Pierrelatte    | Clémence Allione   | Nogent-sur-Marne Natation 94        |
| 2021  | Noam Franchi         | Montpellier M.U.C. Natation     | Tiffany Pierrejean | Montceau-les-Mines Olympic Natation |
| 2022  | Rémi Dupuis          | CN Le Plessis-Robinson          | Tiffany Pierrejean | AAS Sarcelles Natation 95           |
| 2023  | Julien Pichot        | CN Brest                        | Alizée Marbais     | SN Metz                             |
| 2024  | Eyal Hirsch          | Montereau-Fault-Yonne Natation  | Chloé Six          | Vikings de Rouen                    |